# 685

## Събития
- 26 февруари – Изригване на вулкана Везувий.

## Починали
- Константин IV Погонат, византийски император
- Анания Ширакаци, арменски географ
- 8 май – Бенедикт II, римски папа